# (8867) Tubbiolo
(8867) Tubbiolo est un astéroïde de la ceinture principale.

## Description
(8867) Tubbiolo est un astéroïde de la ceinture principale. Il fut découvert le 29 janvier 1992 à Kitt Peak par le projet Spacewatch. Il présente une orbite caractérisée par un demi-grand axe de 2,87 UA, une excentricité de 0,03 et une inclinaison de 2,4° par rapport à l'écliptique.

## Compléments